# Unschlagbar
Unschlagbar war eine deutsche Spielshow, die von Endemol im MMC-Coloneum in Köln produziert wurde. Die erste Ausgabe wurde am 15. März 2013, die letzte am 11. Juli 2014 gesendet. Moderiert wurde die Sendung von Sonja Zietlow und Marco Schreyl. Die Show wurde nicht live gesendet, sondern zuvor live on tape aufgezeichnet.

## Spielprinzip
Menschen, die von sich behaupten, in einer bestimmten Disziplin unschlagbar zu sein, treten bei Unschlagbar gegen von den Moderatoren Sonja Zietlow und Marco Schreyl weltweit gesuchte Gegner an. Dabei stimmt das Publikum im Studio darüber ab, ob der von Zietlow oder Schreyl gesuchte Kandidat gegen den Herausforderer antreten darf, wodurch auch ein Konkurrenzkampf zwischen den beiden Moderatoren inszeniert wird. Sobald alle Kandidaten gegen ihren Herausforderer angetreten sind, stimmt das Publikum erneut ab und entscheidet, wer ihnen von den siegreichen „Unschlagbaren“ am besten gefallen hat. Der Kandidat mit den meisten Stimmen tritt im Finale gegen seinen zweiten Herausforderer an. Siegt er auch in diesem Duell, so erhält er eine Siegprämie von 50.000 Euro.

## Ausstrahlungen
Die erste Ausgabe wurde am 15. März 2013, einem Freitag, um 20:15 Uhr ausgestrahlt. Aufgrund der guten Zuschauerzahlen ließ RTL vier neue Ausgaben produzieren. Die erste der neu produzierten Ausgaben wechselte auf den Sendeplatz am Samstagabend und wurde ebenfalls um 20:15 Uhr ausgestrahlt. Da die zweite Ausgabe deutlich schwächere Quoten als die erste Ausgabe erzielte, stand lange nicht fest, ob und auf welchem Sendeplatz die weiteren Folgen gezeigt werden. Deshalb wurde die dritte Ausgabe wieder auf den Freitagabend zurückversetzt, wobei die Quoten dennoch deutlich unter dem RTL-Senderschnitt blieben. Aus dem Grund entschieden sich die Verantwortlichen von RTL nach zwei weiteren zu schwachen Folgen dazu, Unschlagbar einzustellen. Moderator Marco Schreyl bestätigte die Entscheidung gegenüber Quotenmeter.de.

## Einschaltquoten
| Ausgabe    | Datum              | Zuschauer Gesamt | 14 bis 49 Jahre | Marktanteil Gesamt | 14 bis 49 Jahre |
| ---------- | ------------------ | ---------------- | --------------- | ------------------ | --------------- |
| Ausgabe 01 | 15. März 2013      | 3,89 Mio.        | 2,15 Mio.       | 13,4 %             | 20,5 %          |
| Ausgabe 02 | 14. September 2013 | 2,22 Mio.        | 1,07 Mio.       | 8,3 %              | 11,6 %          |
| Ausgabe 03 | 6. Dezember 2013   | 2,45 Mio.        | 1,22 Mio.       | 8,5 %              | 11,7 %          |
| Ausgabe 04 | 27. Juni 2014      | 2,19 Mio.        | 1,01 Mio.       | 10,0 %             | 12,3 %          |
| Ausgabe 05 | 11. Juli 2014      | 1,96 Mio.        | 0,88 Mio.       | 8,7 %              | 10,1 %          |